# Мухаммад аш-Шафии
Абу́ ‘Абдулла́х Муха́ммад ибн Идри́с аш-Ша́фи‘и (араб. أبو عبد الله محمد بن إدريس الشافعي‎; 767, Газа, Палестина — 20 января 820, Фустат, Египет, Аббасидский халифат) — исламский учёный-богослов, правовед, хадисовед и третий из четырёх имамов суннитских школ. Основатель и эпоним шафиитского мазхаба. Играл важную роль в формировании мусульманской правовой мысли, внёс основной вклад в религиозно-правовую методологию в отношении использования преданий. Его книга ар-Рисаля написанная в течение последних пяти лет его жизни, даёт ему право называться «отцом мусульманской юриспруденции».

## Биография

### Происхождение
Его полное имя: Абу́ ‘Абдулла́х Муха́ммад ибн Идри́с ибн аль-‘Абба́с ибн Усма́н ибн Ша́фи‘ ибн ас-Са́иб ибн ‘Убайд ибн Абд Язид ибн Ха́шим ибн аль-Мутта́либ ибн ‘Абд Мана́ф аль-Мутта́либи аль-Кураши́. Он родился в год смерти имама Абу Ханифы (ум. 767). Относительно места его рождения у биографов есть разногласия. Некоторые биографы считают, что Мухаммад аш-Шафии родился в палестинском городе Аскаляне (Ашкелон), или в Йемене, или в долине Мина вблизи Мекки. Однако большинство источников сходится на том, что он родился в Газе, который находится в южной части Палестины.
Отец Мухаммада был военачальником из рода курайшитов и умер, когда тот был ещё младенцем. Родословная аш-Шафии по отцовской линии восходит к аль-Муталлибу, который был братом Хашима (прадед пророка Мухаммеда). Его мать была, по разным источникам, либо из йеменского племени азд, либо из рода Алидов. Сам имам аш-Шафии часто говорил: «Али ибн Абу Талиб сын моего дяди и сын моей тёти со стороны матери». Родословная имама всегда упоминалось в связи с различными хадисами о курайшитах, с целью подчеркнуть превосходство аш-Шафии над другими имамами мазхабов. Его часто считают «обновителем» (муджаддид) 2-го века хиджры, который, согласно хадису пророка Мухаммеда, отправляется Богом «в начале каждого века».

### Детство в Мекке
В возрасте двух лет мать аш-Шафии перевезла его из Аскаляна к знатным родственникам отца в Мекку. Согласно источнику, утверждающему, что аш-Шафии родился в Йемене, переезд в Мекку состоялся в десятилетнем возрасте. Причиной для переезда, скорее всего, стало отсутствие средств к существованию. В Мекке он оказался в среде выдающихся учёных-богословов, знатоков языка, хадисов и исламского права (фикх), к числу которых относились, например, его дядя Мухаммад ибн Шафии, Суфьян ибн Уяйна (ум. 811) и Муслим аз-Занджи (ум. 796), о котором известно только того, что он был муфтием города. Около 10 лет он проживал в кочевом племени хузайль, которое славилось красноречием. Имам аш-Шафии говорит относительно этого: «Я покинул Мекку и остановился у племени хузайль в пустыне, изучая их речь и перенимая их культуру. Они были наиболее красноречивыми из арабов на тот период. С ними я кочевал и останавливался там, где они останавливались. Когда я вернулся в Мекку, я свободно начал читать стихи и рассказывать про них предания и поэзию». Наряду с изучением религии Мухаммад аш-Шафии обучался стрельбе из лука и езде на лошади. Он был отличным лучником, мог «попадать в цель десять раз из десяти», и даже сочинил трактат о стрельбе из лука.
С раннего детства аш-Шафии разрывался между мирской деятельностью и «стремлением к знаниям» (таляб аль-ильм). Среди биографов известна история о том, как однажды после демонстрации Мухаммадом аш-Шафии своих навыков стрельбы из лука, один из зрителей, Амр ибн Савваб, сказал ему, что для него было бы лучше стать учёным (улемом), чем лучником. Эти слова, по-видимому, убедили аш-Шафии в том, что он должен посвятить себя учёбе. Сам аш-Шафии впоследствии писал: «Я был сиротой, и моя мать помогала мне материально. У меня никогда не было достаточно денег, даже чтобы заплатить за своё обучение. Когда учитель обучал детей, я обычно слушал его и запоминал все сразу наизусть. Поэтому в отсутствие учителя уроки вёл я, в связи с чем он был очень доволен мною. Взамен, он согласился обучать меня бесплатно. Моей матери было очень трудно платить за нужные мне писчебумажные изделия, поэтому я писал на костях, камнях и пальмовых листьях. В семь лет я знал весь Коран, включая его толкование, а в 10 лет я выучил „аль-Муватту“ имама Малика».
На формирование мировоззрения аш-Шафии в первую очередь воздействовали традиции населения города Мекки. В городе жили потомки сподвижников пророка Мухаммеда, которые передавали хадисы. Здесь также действовало медресе основателя исламской экзегетики Ибн ‘Аббаса. В Мекке проживали представители различных течений и сект (хариджиты, мутазилиты и др.), с которыми представители суннитской ортодоксии постоянно проводили бурные дебаты и полемики. Знакомство с доводами представителей этих школ значительно расширили кругозор аш-Шафии. По словам современников аш-Шафии, он отличался высочайшими моральными и этическими качествами, богобоязненностью, логикой, имел великолепную память и ораторские способности.
В пятнадцать (или восемнадцать) лет аш-Шафии обладал глубокими познаниями в исламском праве, мог выдавать правовые предписания (фетвы) и передавать хадисы.

### Учёба у имама Малика
В конце VIII века в Медине жил выдающийся исламский правовед — Малик ибн Анас. Мухаммад аш-Шафии решил закончить у него своё юридическое образование и перед поездкой в Мекку приобрел и внимательно изучил сборник хадисов имама Малика аль-Муватта. В 787/786 году он прибыл к имаму Малику и стал настойчиво просить разрешения прочитать перед ним аль-Муватту. Имам Малик несколько раз отказывал ему, но юноша был настойчив и имам всё же согласился послушать его. Услышав то, как аш-Шафии красноречиво читает книгу, имам Малик был приятно удивлён. Имам Малик принял его на полное содержание и сделал своим помощником.
В течение девяти лет аш-Шафии был рядом с имамом Маликом, лишь изредка покидая его для посещения Мекки. После смерти имама Малика (795 г.) аш-Шафии вернулся в Мекку.
Мухаммад аш-Шафии всегда считал имама Малика величайшим учителем, но, будучи человеком решительным и независимым, позднее позволял себе критику в книге Ихтилаф Малик ва аш-Шафии. На самом деле «Опровержение имама Малика», в том виде, в котором она сохранилось, является работой его египетского ученика ар-Раби аль-Муради (ум. 884). В ответ на эту книгу, египетские маликиты написали полемический труд, направленный непосредственно против аш-Шафии Китаб ар-радд аля аш-Шафи‘и, написанный Абу Бакром Мухаммадом аль-Кайравани (ум. 944).
Помимо имама Малика, в Медине были и другие преподаватели, у которых учился Мухаммад аш-Шафии. Среди них был и мутазилит Ибрахим ибн Абу Яхья (ум. 800/807), который, как говорят биографы, учил его только исламскому праву и хадисоведению, но не обучал основам религии (усуль ад-дин).

Карта Ближнего Востока

### Испытание
После возвращения из Медины у него по-прежнему было плохое материальное положение, что и подтолкнуло его к поиску заработка. По просьбе курайшитов, наместник Йемена вызвал аш-Шафии в провинцию Наджран (Северный Йемен) для выполнения некоторых официальных функций. Там он отличался справедливостью в судебных разбирательствах и обрёл популярность среди населения.
В Наджране Мухаммад аш-Шафии познакомился со взглядами египетского имама аль-Лайса ибн Сада, у которого в Йемене было много последователей. Вероятно из-за близкого знакомства с зейдитским имамом Яхьёй ибн Абдуллахом имам аш-Шафии был обвинён в призыве к восстанию. Арабский литератор X века Ибн ан-Надим писал, что имам аш-Шафии был ревностным шиитом; если он действительно был шиитом, то только в чисто политическом смысле, а не богословском. Этот период биографы называют «испытанием» (михна) или «смутой» (фитна) имама аш-Шафии.
В 796 году Мухаммада аш-Шафии арестовали и в кандалах отправили в резиденцию халифа в Ракке (Северная Сирия). Там аш-Шафии имел беседу с халифом Харуном ар-Рашидом, которому он очень понравился. Помимо этого, за него заступился верховный судья (кади) Багдада — Мухаммад аш-Шайбани. Харун ар-Рашид отпустил аш-Шафии (хотя остальные девять участников восстания были казнены) и отпустил его под поручительство и ответственность Мухаммада аш-Шайбани, у которого аш-Шафии впоследствии учился два года. Мухаммад аш-Шафии никогда больше не вмешивался в государственные дела и даже отказался от предложения халифа стать судьёй Йемена.

### Старая доктрина
За два года пребывания в Ираке, аш-Шафии познакомился с ханафитской школой фикха, которая продолжала процветать благодаря усилиям двух учеников имама Абу Ханифы — Абу Юсуфа и аш-Шайбани. Аш-Шафии часто посещал лекции Мухаммада аш-Шайбани и иногда даже спорил с ним. На одном из занятий Мухаммаду аш-Шафии показалось, что аш-Шайбани с некоторым предубеждением рассказывает о мазхабе имама Малика. Из-за уважения к имаму аш-Шайбани он не стал открыто вступать с ним в спор. После того, как аш-Шайбани закончил лекцию и ушёл, аш-Шафии занял его место и начал критиковать все те доводы, которые аш-Шайбани выдвинул против Малика ибн Анаса. Узнав о произошедшем, имам аш-Шайбани предложил аш-Шафии устроить публичный научный диспут (муназарат), но тот не соглашался, не желая, чтобы люди видели, как друзья спорят друг с другом. После долгих уговоров аш-Шафии всё же согласился на диспут. По окончании спора всем было ясно, что аш-Шафии превзошёл своего учителя; однако на их тёплые дружеские отношения это ничуть не повлияло. Текст диспута между аш-Шайбани и аш-Шафии сохранился в книге Манакиб Фахруддина ар-Рази. Впоследствии опровержению аш-Шайбани был посвящён труд Китаб ар-радд аля Мухаммад ибн аль-Хасан.
За десять лет пребывания в Багдаде аш-Шафии смог посетить Персию, Сирию и другие области Халифата. Харун ар-Рашид регулярно одаривал его большими суммами денег.

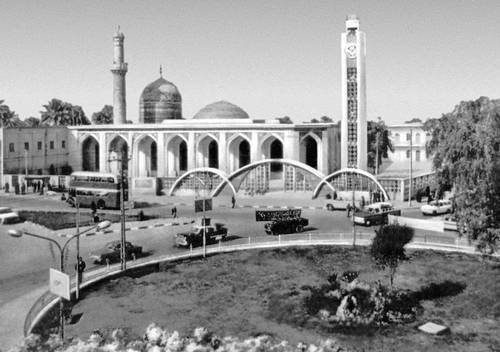
Мечеть имама Абу Ханифы (1960)

Около 806 года аш-Шафии вернулся в Мекку. Перед отъездом он отправился в мечеть имама Абу Ханифы, где, в знак уважения к великому имаму, совершил молитву в соответствие с канонами ханафитского мазхаба. Приехав в Мекку, аш-Шафии раздал половину своих богатств беднякам и организовал кружок в Запретной мечети.

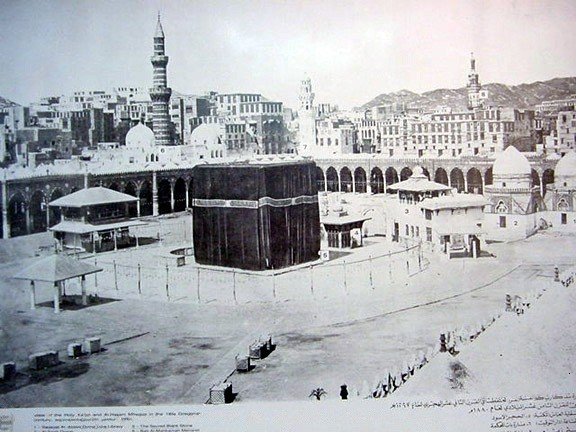
Запретная мечеть в Мекке (1880)

В 811 году аш-Шафии вернулся в Багдад, чтобы начать преподавание. В столице Халифата он обрёл большую популярность и уважение самых широких слоёв общества. Здесь же, в Багдаде, была написана первая версия книги ар-Рисаля и другие сочинения, которые относятся к «старой школе мысли» (мазхаб аль-кадим).
В 813 году он вернулся в Мекку, но через год снова выехал в Багдад. Вероятно в этот период пребывания в Мекке аш-Шафии встречался с Ахмадом ибн Ханбалем (ум. 855), но, несмотря на обилие связывающих из обоих рассказов, маловероятно, что они были близко знакомы.

### Новая доктрина
В 815/816 году имам аш-Шафии уехал в Египет. По одной версии ему пришлось покинуть Багдад из-за аббасидского халифа аль-Мамуна, который порицал аш-Шафии за склонность к шиизму. По другой версии, хиджазские маликиты и иракские ханафиты не желали распространения школы аш-Шафии; по совету аш-Шайбани, аш-Шафии отправился в Египет (Фустат) для распространения своего мазхаба.
Маликитская семья Бану Абду-ль-Хакам первоначально приняла его хорошо, вероятно, посчитав его учеником имама Малика. Один из самых ярых последователей имама аш-Шафии в Египте Мухаммад ибн Абдуллах ибн Абду-ль-Хакам (ум. 881) через некоторое время вернулся в ряды маликитов и написал «опровержение» Мухаммаду аш-Шафии. Вскоре египетские маликиты стали критиковать аш-Шафии и безуспешно пытались изгнать его с помощью властей.
Живя в Египте, аш-Шафии глубоко изучил мазхаб имама аль-Лайса ибн Сада и пересмотрел многие свои прежние позиции по вопросам права, сформировав так называемую «новую школу мысли» (мазхаб аль-джадид). Мухаммад аш-Шафии читал лекции в «венце мечетей» мечети Амра ибн аль-Аса. Его египетские ученики успешно конкурировали с доминировавшими в то время маликитами. Здесь он написал новую (сохранившуюся) версию ар-Рисаля и большинство сочинений, вошедших в Китаб аль-умм.

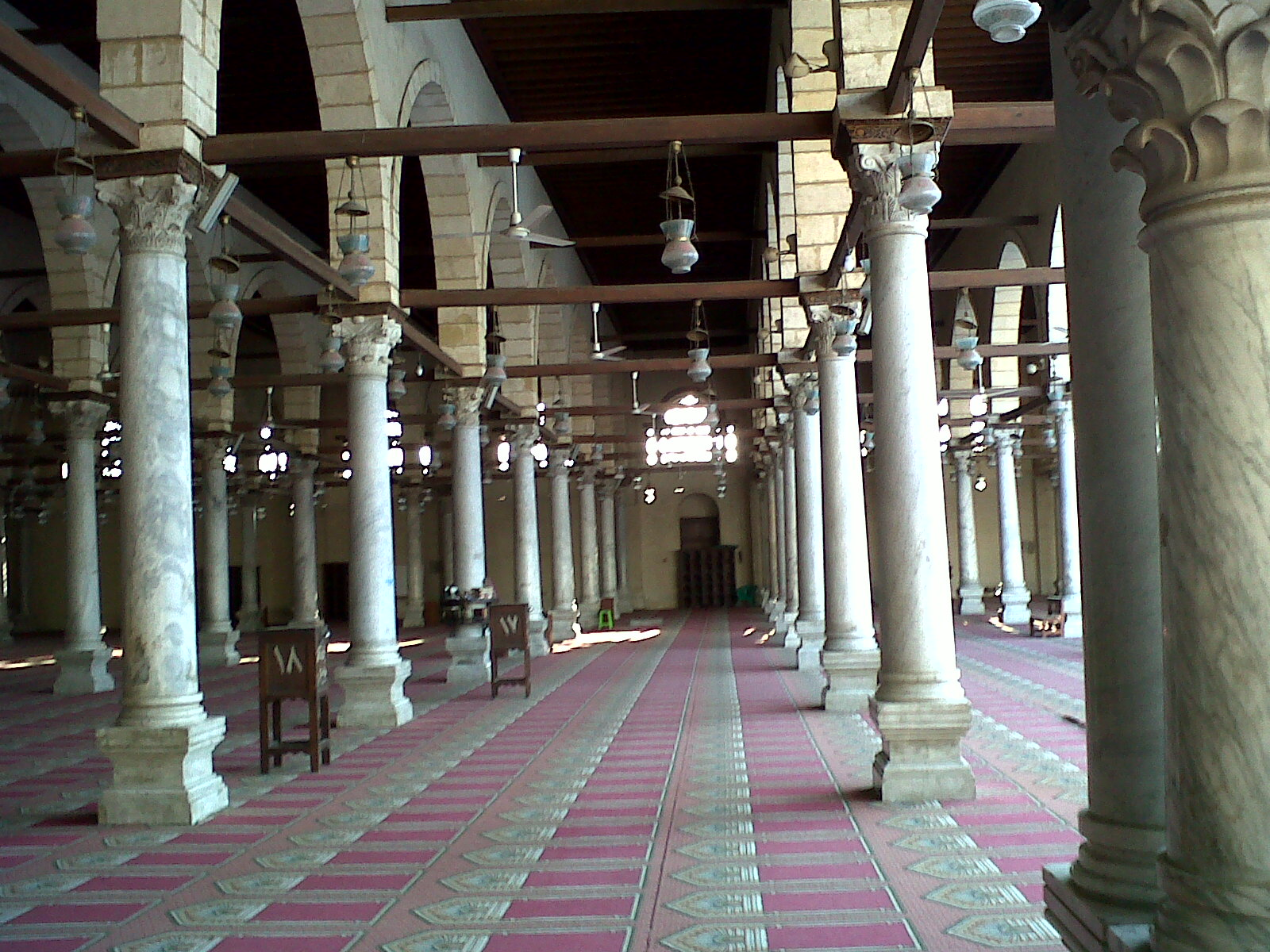
Интерьер мечети Амра ибн аль-Аса

Мухаммад аш-Шафии умер в Каире в последний день месяца раджаб 204 года по хиджре (20 января 820 года). Обстоятельства его смерти остаются неопределёнными: по одним данным, он умер в результате жестокого нападения от рук фанатично настроенных маликитов, по другим — из-за болезни. Погребальную молитву возглавил правитель Египта. На похоронах присутствовали двое его сыновей — Мухаммад и Усман. Имама аш-Шафии похоронили в гробнице племени Бану Абду-ль-Хакам у подножия горы Мукатрам. Архитектурный комплекс, окружающий его гробницу, был воздвигнут при Айюбидах. Со временем его гробница вместе с близлежащей гробницей имама аль-Лайса и других богословов стала объектом паломничества мусульман.

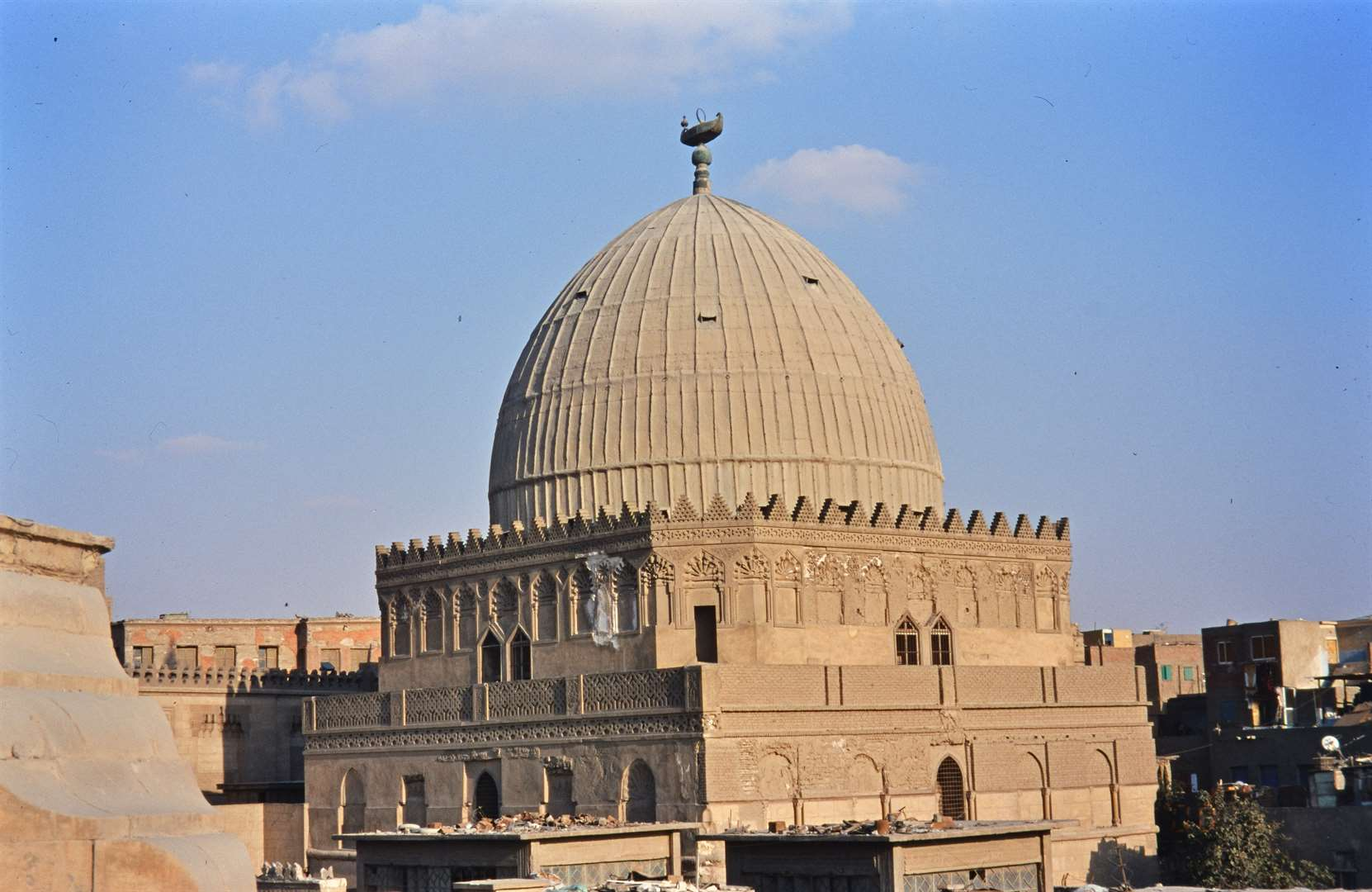
Мавзолей имама аш-Шафии

Мухаммад аш-Шафии был дважды женат. У него было четверо детей: сыновья Абу Усман Мухаммад (судья Алеппо) и Абу-ль-Хасан Усман, дочери Фатима и Зайнаб.

## Богословская деятельность
Вероубеждения аш-Шафии соответствовали положениями суннитского ислама и основывались на явных и ясных смыслах Корана и сунны. Он отказывался рассуждать на эти темы и не допускал вмешательство разума в вопросы основополагающих принципов ислама. Он является автором сочинения по усуль аль-фикху (ар-Рисаля), фикху (аль-Худжа, аль-Умм, Ахкам аль-Куран) и хадисоведению (Муснад, Ихтиляф аль-хадис).
Биографы часто упоминают о широких познаниях имама аш-Шафии в области медицины (тибб), физиогномики (фираса), а также о том, что некоторое время он интересовался астрологией (нуджум).

### Вероубеждение
На протяжении многих лет вопрос о вероубеждениях имама является объектом пристального внимания. Опровергая в своих работах «сторонников калама» (ахль калам), к которым в то время причисляли мутазилитов, имам аш-Шафии касался юридических вопросов, а не богословских.
Мухаммад аш-Шафии считал необходимым установление Халифата (Имамата). Он считал, что халифом должен быть представитель племени курайшитов. Халиф должен править справедливо на основе шариата. Если кто-то силой захватит власть у халифа-курайшита, но затем станет справедливым правителем и добьётся поддержки народа, то его правление станет законным. Идеальным правлением он считал методы Праведных халифов, к которым он, возможно, относил и омейядского халифа Умара ибн Абду-ль-Азиза.
В вопросе противостояния Али ибн Абу Талиба с Муавией ибн Абу Суфьяном имам аш-Шафии считал законным халифом Али и подвергал критике хариджитов, выступивших против халифа.

### Усуль аль-фикх
Мухаммад аш-Шафии был автором первого сочинения по усуль аль-фикху («основам юриспруденции»). Свою книгу ар-Рисаля он написал, вероятно, по просьбе басрийского традиционалиста Абду-р-Рахмана ибн Махди (ум. 813). Сохранившиеся на сегодняшний день две рукописи скорее всего были написаны в Египте и отразили окончательный этап в правовой мысли аш-Шафии, который существенно отличается от иракского этапа (ар-Рисаля аль-кадим). В нём впервые систематизированы источники права и сформулированы принципы методологии, которой необходимо строго придерживаться при вынесении правовых предписаний. Разработанные имамом аш-Шафии принципы вынесения правовых предписаний (истинбат) получили название усуль аль-фикх. Ар-Рисаля записана Абу Якубом аль-Бувайти и дополнена и перекомпонована другим учеником имама — ар-Раби ибн Сулейманом.
Основная идея, высказанная имамом аш-Шафи в ар-Рисале заключается в том, что каждому действию верующего (мукалляфа) соответствует узаконенное предписание (хукм), указанное в Коране и сунне (асль). Если в Коране и сунне отсутствует ясное указание, то предписание выводится с помощью суждения по аналогии (кияс). Основные достижения имама аш-Шафии заключаются в определении сунны и систематизации кияса. Что касается сунны, то здесь имам аш-Шафии разделил высказывания и действия пророка Мухаммада на строгие изречения (акваль), действия (афаль) и молчаливое согласие (икрар).
Мухаммад аш-Шафии критиковал конформизм (таклид) маликитов, которые применяли в качестве шариатского источника обычаи жителей Медины. Что касается кияса, отождествляемого с иджтихадом, то имам аш-Шафии делил его на «кияс дела» (кияс аль-мана) и «кияс сходства» (кияс аль-хиля или кияс аш-шабах). Для обоих видов кияса важно обязательно полагаться на юридические доказательства (далиль), которые иногда бывает трудно определить. Данное положение направлено скорее против ханафитов, которые полагались на «независимое суждение» (ар-рай) и «предпочтительное решение» (истихсан). Он утверждал, что вынося правовое решение на основании собственных суждений, человек берёт на себя функции Бога и Пророка, которые являются единственными законодателями.
Кроме ар-Рисаля сохранились ещё два сочинения по усуль аль-фикху, но им уделяется меньше внимание, чем они заслуживают. Это книга Ибталь аль-истихсан и Джима аль-ильм.
После смерти аш-Шафии правоведы были бы обязаны выносить правовые решения, ссылаясь на правовую теорию, которая стала ещё более сложной.

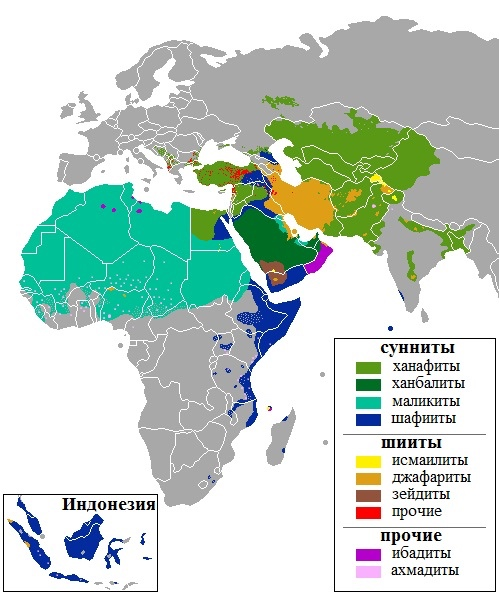
Карта распространения мазхабов.

### Фикх
Мухаммад аш-Шафии получил своё образование у двух великих правоведов Мухаммада аш-Шайбани и Малика ибн Анаса, став блестящим знатоком ханафитского и маликитского фикха. В возрасте около 35 лет аш-Шафии выступил как независимый муджтахид в Багдаде и Мекке. Он использовал в своих трудах положения обеих школ и попытался максимально сблизить их положения, разработав вместе с этим и свою методику.
Вернувшись в Мекку после своей первой поездки в Багдад, аш-Шафии детально сопоставил и проанализировал методологические положения маликитской и ханафитской школы. В результате этого анализа он написал два сочинения:
1. Хуляфу аль-Малик — книга в которой даны предпочтения одним положениям и критика других положений маликитского мазхаба;
2. Хуляфу аль-Ираклиййин — книга в которой даны предпочтения одним положениям и критика других положений ханафитского мазхаба[9].

В отношении произведений по фикху среди биографов имеются большие разногласия. Так же, как в области усуль аль-фикха, существуют два различных периода в деятельности аш-Шафии. Первый этап проходил в Хиджазе и Ираке, завершившись написанием сочинения аль-Худжа, записанного в Багдаде Абу-ль-Хасаном аз-Зафарани. Данная работа не сохранилась.
«Новая доктрина» (аль-джадид) была разработана в Египте в последние годы жизни аш-Шафии. В Египте были написаны:
- аль-Умм — семитомный труд;
- Ахкам аль-Куран — труд, посвященный юридическим положениям, взятых из Корана;

Находясь в Египте, аш-Шафии обнаружил новые хадисы по вопросам права и пересмотрел многие свои прежние взгляды. Взгляды Мухаммада аш-Шафии оказали сильное влияние на всю дальнейшую разработку вопросов фикха. За короткое время шафиитский мазхаб собрал большое число последователей. На сегодняшний день шафиитский мазхаб занимает второе место в мире по распространенности после ханафитского мазхаба, имея около 100 миллионов приверженцев.

### Хадисоведение
В области хадисоведения Мухаммадом аш-Шафии был написан сборник хадисов под названием Муснад аль-имам аш-Шафии. Он также написал сочинение о сопоставлении хадисов Ихтиляф аль-хадис.
Сам он был объектом многочисленных критических замечаний маликитов и ханбалитов. Его критиковали по следующим причинам:
- он не был надёжным передатчиком хадисов (ни аль-Бухари, ни другие мухаддисы, не записывали переданные им хадисы в свои сборники);
- некоторые положения его фикха основываются на сомнительных хадисах, хотя разработанная им же теория была строга к хадисам;
- среди его учителей были неприемлемые передатчики (Ибрахим ибн Абу Яхья и другие)[18].

### Учителя и ученики
Наиболее известные учителя Мухаммада аш-Шафии:
- Мухаммад ибн Али ибн Шафии — дядя имама аш-Шафии,
- Суфьян ибн Уяйна — учитель из Мекки,
- Малик ибн Анас — учитель из Медины
- Мухаммад аш-Шайбани — учитель из Багдада.

Среди учителей имама Шафии были также: Муслим аз-Занджи, Хатим ибн Исмаил, Ибрахим ибн Мухаммад ибн Абу Яхья, Хишам ас-Синани, Марван ибн Муавия, Мухаммад ибн Исмаил, Дауд ибн Абду-р-Рахман, Исмаил ибн Джафар, Хишам ибн Юсуф и другие известные богословы.
Наиболее известные ученики Мухаммада аш-Шафии:
- Ибн Джарир ат-Табари (ум. 839)[14],
- Абу Якуб аль-Бувайти (ум. 845),
- Ахмад ибн Ханбаль (ум. 855),
- Абу Ибрахим Исмаил ибн Яхья аль-Музани (ум. 879),
- Хармала ибн Яхья (ум. 879),
- Мухаммад ибн Абдуллах аль-Хакам (ум. 881),
- Абу Мухаммад ар-Раби ибн Сулейман аль-Муради (ум. 883),
- Давуд аз-Захири (ум. 883).

Имам аш-Шафии относился к своим ученикам с добротой и уважением. Для получения знаний к нему приезжали люди даже из далёких мест.